# Kâgssassuk Maniitsoq
Timersoqatigiiffik Kâgssassuk Maniitsoq (Kâgssassuk, KM) – grenlandzki klub sportowy z siedzibą w Maniitsoq, założony w 1937 roku. W 1989 roku zdobył dotychczas jedyne mistrzostwo.

## Osiągnięcia
- Mistrz Grenlandii (1 raz): 1989
- III miejsce Mistrzostw Grenlandii (1 raz): 1986

## Bilans sezon po sezonie

### XXI wiek
| Sezon | Liga                    | Miejsce     |
| ----- | ----------------------- | ----------- |
| 2001  | Angutit Inersimasut GM  | 7           |
| 2002  | Midt Grønland (Pulje B) | 4           |
| 2003  | Angutit Inersimasut GM  | 5           |
| 2004  | brak danych             | brak danych |
| 2005  | Angutit Inersimasut GM  | 7           |
| 2006  | brak danych             | brak danych |
| 2007  | Angutit Inersimasut GM  | 8           |
| 2008  | Midt Grønland           | 3           |
| 2009  | Midt Grønland           | 4           |
| 2010  | Midt Grønland           | 2           |
| 2011  | Angutit Inersimasut GM  | 10          |
| 2012  | brak danych             | brak danych |
| 2013  | brak danych             | brak danych |
| 2014  | Midt Grønland           | 3           |
| 2015  | Midt Grønland           | 5           |
| 2016  | Angutit Inersimasut GM  | 7           |
| 2017  | Angutit Inersimasut GM  | 6           |

Etap rozgrywek:
     etap finałowy
     etap regionalny